# Rivera (ort)
Rivera är en ort i Colombia.   Den ligger i departementet Huila, i den centrala delen av landet, 240 km sydväst om huvudstaden Bogotá. Rivera ligger 731 meter över havet och antalet invånare är 8 044.
Terrängen runt Rivera är varierad. Runt Rivera är det ganska glesbefolkat, med 34 invånare per kvadratkilometer. Närmaste större samhälle är Neiva, 16,9 km norr om Rivera. Omgivningarna runt Rivera är huvudsakligen savann.